# Amerikaanse Universiteit in Caïro
De Amerikaanse Universiteit in Caïro (AUC) is een Amerikaanse universiteit die gevestigd is op een hoek van het Tahrirplein in de Egyptische hoofdstad Caïro. Het onderwijs aan de AUC wordt gegeven in het Engels.

## Geschiedenis
De universiteit werd door Amerikaanse zendelingen gesticht in 1919 en opende haar poorten voor studenten in 1920, aanvankelijk nog als voortgezet onderwijs-instelling. In 1928 studeerde de eerste universiteitsklas af en in hetzelfde jaar startte de eerste vrouwelijke student er haar studie. In 1950 slaagden de eerste studenten voor een mastergraad.
Medio jaren veertig was ongeveer 48% van de studenten christen, 22% joods en 30% islamitisch, op een aantal van 134 nieuwe studenten in 1945. Na de Tweede Wereldoorlog, toen de VS een van de wereldleiders was geworden, groeide ook het belang van de universiteit voor de Egyptische samenleving. Vanaf de jaren zestig studeerden er inmiddels meer moslims dan christenen. Begin 21e eeuw wordt de universiteit gezien als het meest elitair in het land.